# Carola Insolera
Carola Insolera, nata Wisny (Oslo, 11 febbraio 1985), è una supermodella e attrice norvegese.

## Biografia
Nata sorda da una famiglia di sordi, sin da piccola è stata un'intrattenitrice molto attiva nella comunità della lingua dei segni. Ha lavorato in televisione come presentatrice e successivamente è stata coinvolta in spettacoli come attrice, e nel circo come pagliaccio, trapezista e contorsionista. "Fino all'età di otto anni, credeva che la Terra fosse popolata da persone sorde. Genitori, fratelli, parenti e amici: tutto intorno a lei comunicava nella lingua dei segni, stimolando in quella vivace bambina una grande capacità di comunicazione visiva che nel corso degli anni diventerà il suo «superpotere» nel mondo udente".

### Vita privata
Carola Insolera convive con l'attore e produttore cinematografico italiano Emilio Insolera e ha due figlie.

## Carriera

### Moda
Nel 2011, le fu chiesto di dare uno spettacolo alla Copenhagen Fashion Week. Da allora, Insolera ha lavorato esclusivamente nell'industria della moda, partecipando a sfilate e servizi fotografici per numerosi brand. Nel Corriere della Sera, Insolera sostiene che il suo modo di essere le è stato utile, poiché utilizza la comunicazione visiva nella sua vita quotidiana: "La sordità è un'opportunità, un valore direi. Mi permette di rafforzare la mia vista e la mia comunicazione visiva. L'ho sempre usata come un elemento di forza, una sorta di vantaggio."
Insolera ha commentato che la sua sordità non è stata un ostacolo nel percepire la musica durante le sfilate, poiché si affida alle vibrazioni che sente attraverso la passerella. In un'intervista con Vanity Fair, dice: "Qualcuno mi ha chiesto come farei le sfilate se non posso sentire la musica: in realtà, percepisco le vibrazioni sonore attraverso il corpo, non solo con le orecchie. Un sordo può ballare, perché no? E poi, comunque, in passerella basta camminare."
Carola non usa interpreti durante i servizi fotografici. Preferisce lavorare direttamente con i professionisti e comunicare visivamente: "Mi costringe a cercare nelle persone una connessione visiva, in modo diverso dagli altri modelli. Devo entrare in contatto con il fotografo e capire cosa vuole da me senza l'aiuto delle parole, ma solo attraverso le sue espressioni facciali ed il linguaggio corporeo."
Durante la sua ultima campagna come testimonial per Bagutta nel 2017, il fotografo di moda Stefano Guindani ha dichiarato che è stata un'esperienza straordinaria lavorare con Carola: "La sua sensibilità, la sua capacità di esprimersi con il corpo e di muoversi davanti alla macchina fotografica è unica, così come unica è la sua storia personale. Il fatto che possa esprimersi solo con il corpo la rende perfetta per questo lavoro ed è un esempio per tutti."
Nel 2018, Insolera è stata protagonista del poster principale della mostra fotografica del 20º anniversario di Leslie Kee, "WE ARE LOVE", a Tokyo.
Nel 2019, Insolera è stata protagonista di un servizio fotografico per la Vanity Fair Italia numero 5.
Nel 2024, Carola Insolera è stata protagonista della copertura di una mostra fotografica organizzata da LVMH Moët Hennessy Louis Vuitton per Supermagazine. La mostra presentava 30 celebrità internazionali, ognuna delle quali indossava capi di diverse Maisons LVMH. Insolera era vestita in Loro Piana, la Maison assegnata a lei. La rivista includeva anche foto della sua famiglia, tutti vestiti con articoli del brand.

### Cinema e televisione
Carola Insolera ha fatto parte del cast di Sign Gene, il film di Emilio Insolera, il primo film su supereroi sordi che possiedono poteri soprannaturali  attraverso l'uso della lingua dei segni. Insolera ha interpretato Kate Massieu, discendente di Jean Massieu e fidanzata del protagonista Tom Clerc.
Dal 2019, Insolera ha collaborato con Striscia la notizia in varie puntate su temi relativi alla sordità.

## Agenzie
- Women Direct - Milano

## Filmografia
- Stortrollet og Vesletrollet (1993)
- Fugleskremselet av Elsa Bescow (1994)
- Turnout (2011)
- Sign Gene (2017)

## Programmi TV
- Tid for Tegn (2003-2004)
- Julie (2007)
- Team Nikolai (2008)